# 비르키베이나르

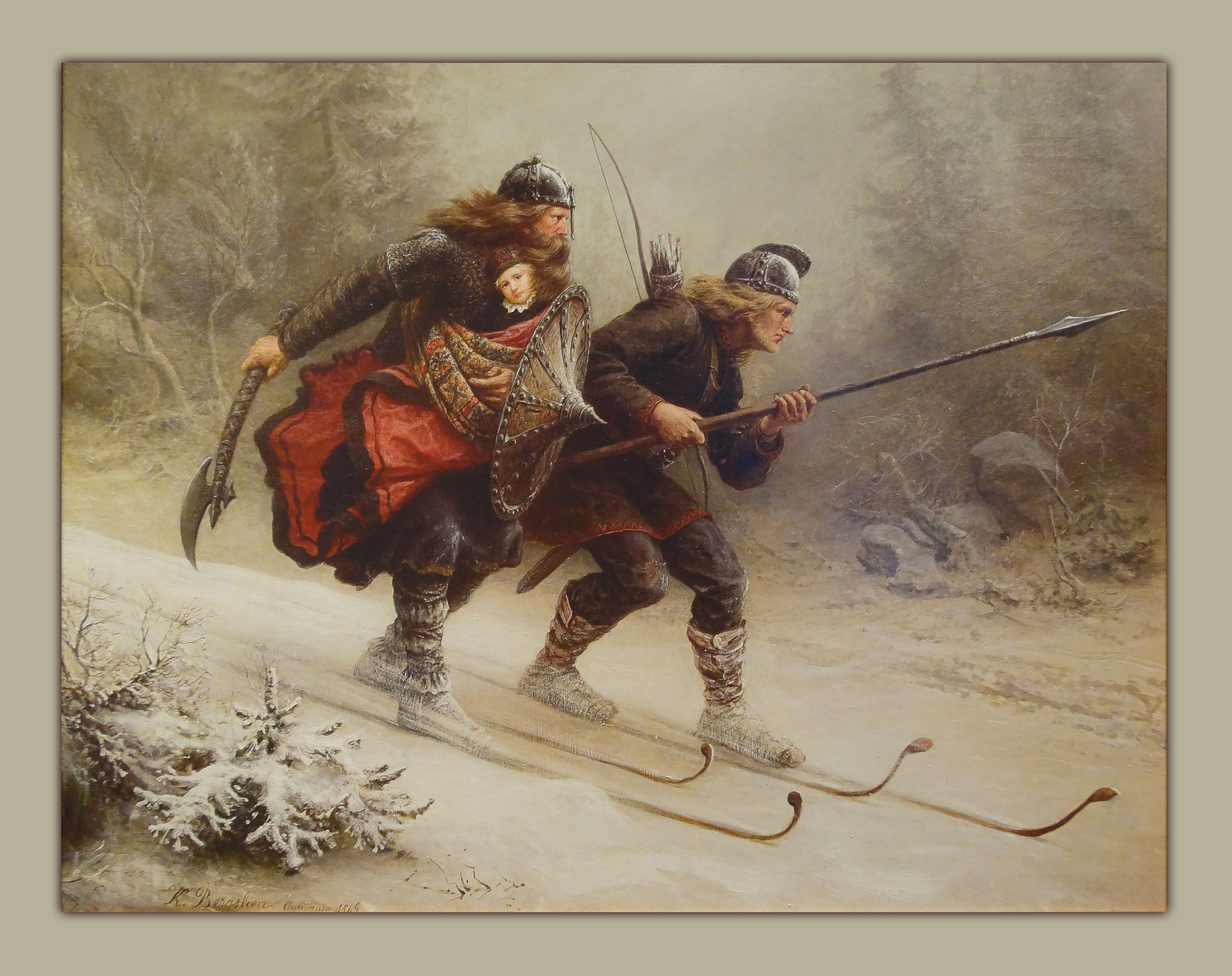
왕자를 품에 안고 산을 주파하는 비르키베이나르 당원들.

비르키베이나르(고대 노르드어: Birkibeinar, 뉘노르스크: Birkebeinarane, 노르웨이어: Birkebeinerne)는 노르웨이 내전에서 활동한 파벌 중 하나로서, 1174년 노르웨이 왕위 요구자 에위스테인 메윌라를 중심으로 형성되었다. "비르키베이나르"란 자작껍질(birchbark)에서 유래한 말로, 반대파 쪽에서 저것들은 워낙 가난하여 자작껍질로 만든 신발을 신고 다닌다고 프로파간다했던 데서 그 이름이 비롯되었다. 이는 본래 경멸어로서 사용되었으나, 1184년 비르키베이나르가 권력을 잡은 뒤에도 그 이름은 그대로 계속 사용했다.
오늘날 비르키베이나르는 2살박이 왕위계승자 하콘 하콘손을 릴레함메르로부터 외스테르달렌을 지나 트뢰넬라그까지 거친 숲과 산을 헤치면서 모시고 간 일화로 가장 유명하다. 이 일화는 노르웨이의 연례 크로스컨트리 스키 대회인 비르케베이네레네트, 산악자전거 사이클링 대회인 비르케베이네리테트, 북미 최장의 크로스컨트리 스키 대회인 아메리칸 버케베이너의 유래가 되었다.